# Ausleuchtungszone
Ausleuchtungszone, Ausleuchtgebiet oder Footprint (engl., wörtlich Fußabdruck) ist ein Begriff aus der Satellitentechnik. Darunter wird eine Projektion des Empfangsbereiches eines Satellitensignals auf die Erdoberfläche verstanden. Die Signalstärke am Rand der Ausleuchtungszone ist dabei konstant. Die Ausleuchtungszone wird graphisch  als Niveau- bzw. Höhenlinien dargestellt. Mit Footprints wird häufig die Signalleistung, das EIRP bzw. die daraus errechenbaren minimalen Aperturgrößen bestimmt. Der Footprint selbst wird durch die Antennencharakteristik der Antenne des Satelliten, durch die Erdkrümmung und die Position des Satelliten in Form und Größe definiert.

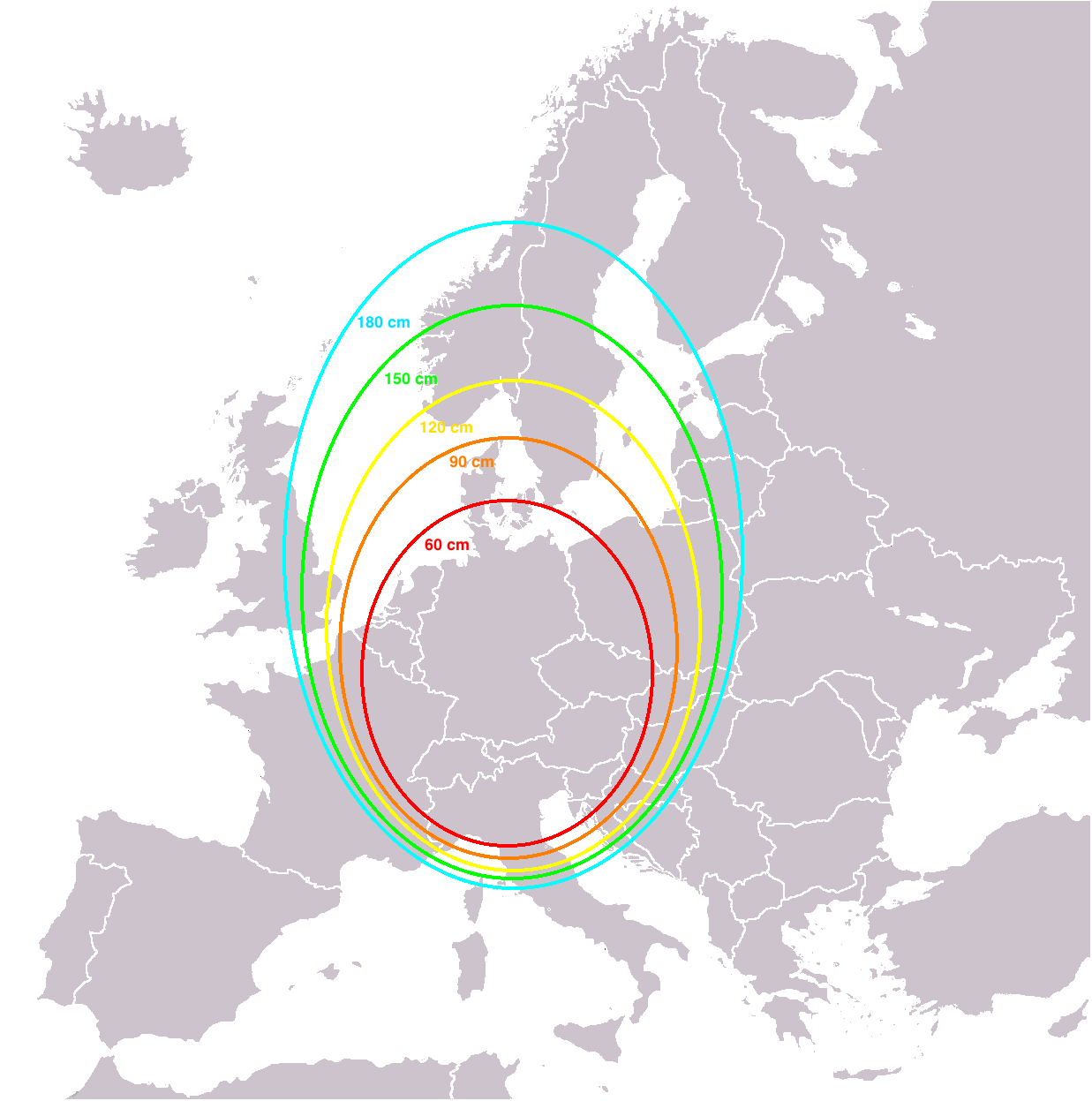
Hypothetisches Beispiel eines Footprints eines geostationären Satelliten mit dem Zielgebiet Deutschland, Österreich und Schweiz. An den Ellipsen ist der benötigte Antennendurchmesser zum Empfang in cm angegeben.

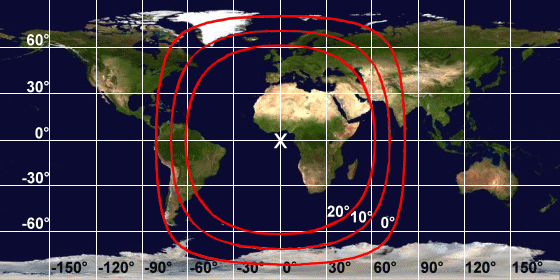
Ausleuchtungszone eines „Globalbeams“ eines geostationären Satelliten über dem nullten Längengrad mit Elevationen für die Sichtbarkeit

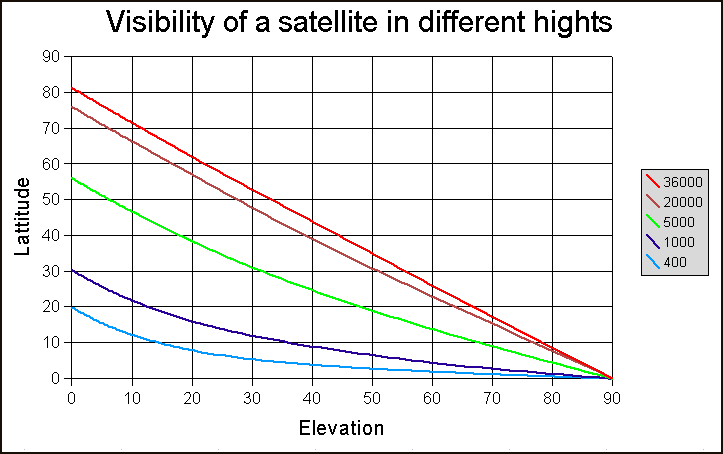
Maximal bestrahlbare Breite in Abhängigkeit von der Elevation eines Satelliten

## Footprintkarten
Footprintkarten werden besonders häufig bei geostationären Kommunikationssatelliten verwendet und dienen zur schnellen Visualisierung, ob es möglich ist, Signale des anvisierten Satelliten in einer Region überhaupt zu empfangen. Die meist angegebene Signalstärke kann als Referenz benutzt werden um den benötigten Antennengewinn zu errechnen um ein möglichst rauscharmes Nutzsignal zu empfangen das benötigt wird um Daten zu empfangen. Aus diesem Gewinn ist dann eine minimaler Antennendurchmesser abschätzbar der hierfür nötig ist.
Bei Footprintkarten von Rundfunksatelliten wie dem Astra 1M (siehe unten Weblinks) kann man so erkennen, dass das Signal des „Widebeam“-Spots des Satelliten Astra 1M auch im Nahen Osten mit einer spezifischen Leistung empfangbar ist. Der Spot European Beam hingegen ist auf Europa beschränkt.
Footprints sind ein wesentlicher Bestandteil im Rahmen der Frequenzkoordinierung für Satellitenfunkdienste die durch die ITU-R reguliert sind. Sie dienen hierbei neben der Planung eine Satellitendienstes auch zur Abschätzung und zum Schutz gegen Störer.
Ein Footprint kann allerdings nur die prinzipielle Möglichkeit des Empfanges darstellen. Gründe dafür, dass der Empfang in der Realität doch nicht möglich ist, sind die gleichen Störeinflüsse wie bei jeder Funkstrecke. Sie beinhalten nicht die Einflüsse der Atmosphäre mit dem lokalen Wetter, der örtlichen Gegebenheiten mit Gebäuden, Bäumen oder andersartigen Abschattungen oder des Menschen mit künstlichen Störern.

## Ausleuchtbares Gebiet
Aufgrund der Kugelgestalt der Erde und der Strahlengeometrie könnte ein sehr weit entfernter Satellit maximal fast die halbe Erdoberfläche bestrahlen, ein Satellit in einer geostationären Umlaufbahn kann mit einem „Globalbeam“, einer Richtantenne mit einem sehr weiten Öffnungswinkel (Apertur 17,2°), theoretisch maximal etwa 42 % der Erdoberfläche abdecken. Solche Ausleuchtzonen finden sich allerdings nur in niedrigen Frequenzbändern wie z. B. dem C-Band. In der Praxis decken solche Satelliten maximal ¼ bis ⅓ der Oberfläche ab.
Je kleiner der Öffnungswinkel oder je niedriger die Umlaufbahn, desto kleiner der maximal bestrahlbare Bereich:
- ein geostationärer Satellit mit einer Flughöhe von 36.000 km über dem Äquator (der Radius der Umlaufbahn beträgt also 36.000 km + 6.300 km für den halben Erddurchmesser = 42.300 km) ist bis zu einer geographischen Breite von 82° gerade noch am Horizont zu sehen,
- bei einer Flughöhe von 1000 km dagegen nur noch bei 30° Breite.

Bei einer Elevation von 10° reduziert sich die Breite auf 70° bzw. 20°.
Low-Earth-Orbit-Satelliten (MEO, LEO) erreichen maximal nurmehr zwischen 20 und 2 Prozent Ausleuchtung der Erdoberfläche.
Siehe auch: Die Herleitung dieser Beziehung findet sich unter Sichtweite.